# Pfaffia helichrysoides
Pfaffia helichrysoides är en amarantväxtart som först beskrevs av Horace Bénédict Alfred Moquin-Tandon, och fick sitt nu gällande namn av Carl Ernst Otto Kuntze. Pfaffia helichrysoides ingår i släktet Pfaffia och familjen amarantväxter. Inga underarter finns listade i Catalogue of Life.